# 山西優二
山西 優二（やまにし ゆうじ、1952年 - ）は、日本の教育学者。専門は国際教育、開発教育、共生社会論。早稲田大学文化構想学部教授。

## 人物
1952年、大阪府生まれ。1974年3月、神戸大学経済学部経済学科卒業後、大手総合商社に入社する。アメリカ合衆国の大学留学後、中南米、欧州、アジア、アフリカなど世界中を一人旅する。会社退職後、早稲田大学大学院文学研究科博士前期課程修了、文学修士。早稲田大学大学院文学研究科博士後期課程単位取得満期退学。早稲田大学第一・第二文学部助教授、教授を経て、現在、早稲田大学文化構想学部教授。開発教育協議会理事などを歴任。日本国際理解教育学会常任理事、（特活）開発教育協会常任理事。途上国における開発教育研究の第一人者である。

## 共著
- 『わかちあいの教育- 地球時代の新しい教育の原理を求めて』、岩間浩・山西優二、近代文芸社、1996年6月発行
- 『外国人の定住と日本語教育』、田尻英三・田中宏・吉野正・山田泉・山西優二、ひつじ書房、2004年10月発行
- 『外国人の定住と日本語教育（増補版）』、田尻英三・田中宏・吉野正・山田泉・山西優二、ひつじ書房、2007年10月発行

## ゆかりのある人物
- 吉野正 (教育学者)
- 沖清豪 (教育学者)
- 山田泉
- 宮野祥子 (教育学者)
- 田尻英三
- 田中宏